# Fenix*TX
Fenix*TX es una banda de pop punk formada en 1995 en Houston, Texas por Donnie Reyes, Adam Lewis, Will Salazar y Damon DeLaPaz, con el nombre de Riverfenix. En 1997 la banda se renombró Fenix*TX.

## Discografía

### Álbumes
| Año  | Álbum                 | Discográfica                     |
| ---- | --------------------- | -------------------------------- |
| 1997 | Riverfenix *          | Drive-Thru Records               |
| 1999 | Fenix*TX              | Drive-Thru Records / MCA Records |
| 2001 | Lechuza               | Drive-Thru Records / MCA Records |
| 2005 | Purple Reign in Blood | Adrenaline Records               |

(*) como Riverfenix

## Integrantes
- William Salazar – cantante, guitarra
- Chris Lewis – guitarra, voces secundarias
- Adam Lewis – bajo
- Ilan Rubin – batería

### Integrantes en el pasado
- Damon DeLaPaz – guitarra (1995–2000), batería (2000–2006)
- James Love – guitarra (2001)
- Donnie Reyes – batería (1995–2000)